# Чхве Гю Ха
Чхве Гю Ха, также Цой Кю Ха (кор. 최규하?, 崔圭夏?, 16 июля 1919 — 22 октября 2006) — бывший президент Республики Корея, занимавший эту должность в период с октября 1979 по август 1980 года.

## Биография
Родился в городе Вонджу, провинция Канвондо.
Испытал большое влияние японской культуры по воспоминаниям премьер-министра Сингапура Ли Куан Ю:

Премьер-министр Южной Кореи Цой Кю Ха (Choi Kyu Hah) был способным человеком, получившим японское образование. Его жена также получила хорошее образование в Японии и не уступала ему в развитии интеллекта. Она и её муж до сих пор читали японские романы и газеты. Представители корейской, как и тайваньской интеллигенции, до такой же степени находились под влиянием японцев, как я — под влиянием англичан.
Был министром иностранных дел страны в период с 1967 по 1971 и премьер-министром с 1975 по 1979 годы.
После убийства Пак Чон Хи в 1979 году, Чхве, премьер-министр страны в то время, стал исполняющим обязанности президента и пообещал народу принять новую конституцию и провести демократические выборы. В декабре того же года был безальтернативно избран президентом страны по схеме, предусмотренной Конституцией Юсин — коллегией выборщиков из 2560 человек.
Но уже через несколько дней после президентских выборов, 12 декабря 1979 года генерал-майор Чон Ду Хван организовал военный путч против правительства Чхве Гю Ха. Чон и его соратники быстро поменяли верхушку военного командования страны и к началу 1980 года взяли контроль над правительством.
В апреле 1980 года под давлением Чон Ду Хвана и других политиков Чхве Гю Ха назначил Чон Ду Хвана главой Национального агентства разведки, дав ему огромную власть. В мае Чон Ду Хван ввёл военное положение и стал де-факто главой страны. К тому времени в стране начались студенческие волнения, апофеозом которых стало восстание в Кванджу, жестоко подавленное силами Чон Ду Хвана.
Вскоре после этого Чон Ду Хван официально сменил Чхве Гю Ха на должности президента страны. Чхве после отставки не стал продолжать политическую деятельность, жил тихо, вдали от глаз общественности.

## Награды и звания
В 1979 году награждён Большом Орденом «Мугунхва», в 1980 году награждён Орденом «За заслуги в создании государства» Кореи.

## В культуре
В фильме «Переворот 12.12» 2023 года, президент Чхве Гю Ха представлен под псевдонимом «Чхве Хан Гю».